# STS Kaliakra
STS Kaliakra (bul. Калиакра) – trzymasztowa barkentyna, szkolny żaglowiec bułgarskiej marynarki handlowej wykorzystywany również jako żaglowiec szkolny Akademii Marynarki Wojennej im. Nikoły Wapcarowa w Warnie, kształcącej oficerów bułgarskiej marynarki wojennej.

## Historia i rejsy
Kaliakra została zbudowana w Stoczni Gdańskiej w 1984 roku według projektu Zygmunta Chorenia na zmodyfikowanych planach Pogorii i Iskry. Żaglowiec brał udział w Operacji Żagiel.

## Zdjęcia

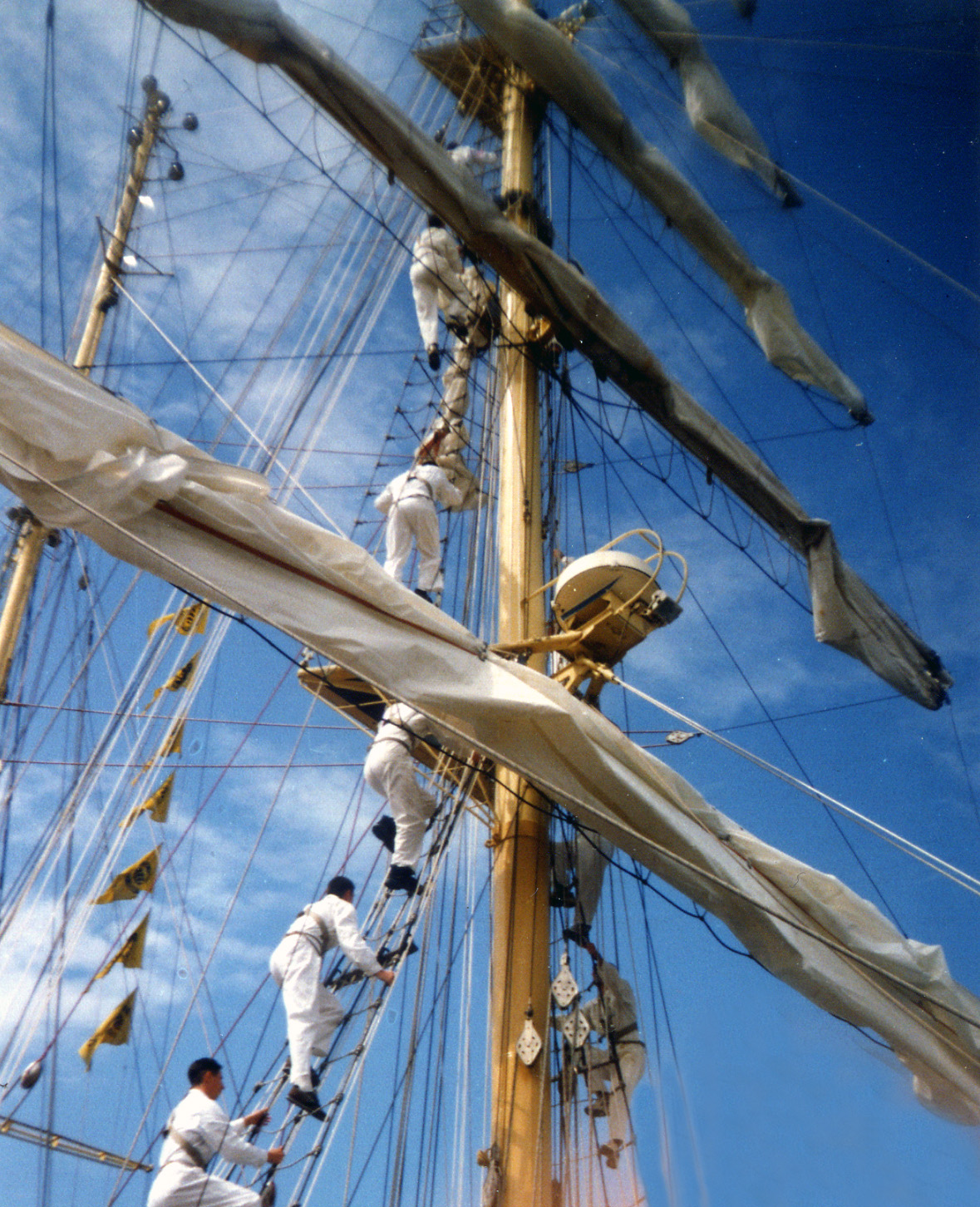
Maszty
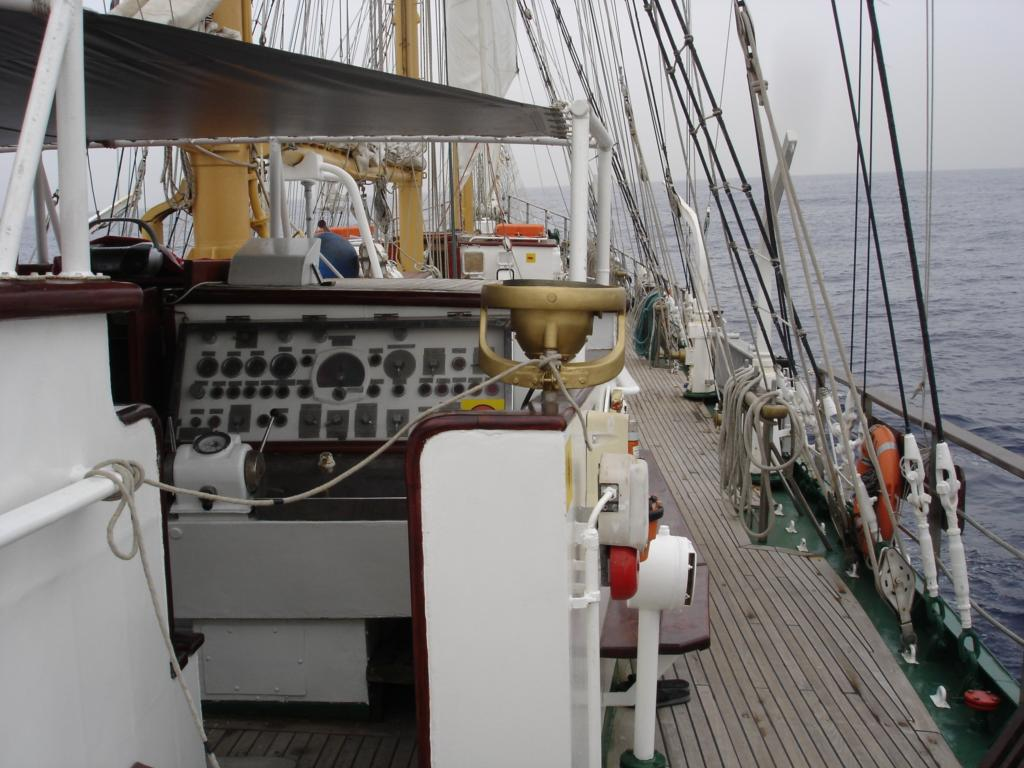
Pokład